# 慾焰狂流
《慾焰狂流》為1969年出品的國語發音之有聲彩色電影，邵氏公司出品，由羅臻導演執導，喬莊、楊帆、胡燕妮、于倩主演。

## 故事大綱
林大衛原是一個花花公子，一向沉溺於酒色，直至在一場時尚服裝發表會上看見朱丹楓之後，於是下定決心改變自己。大衛的好友陳漢民早已與丹楓情趣相投，但見到大衛如此的欣賞丹楓，於是決定成人之美，且極力促成他們的婚事。但婚後大衛懷疑妻子與漢民有不尋常的關係，兩人因此蒙冤，漢民為了表示自己的清白，決定遠赴歐洲另求發展......

## 人物角色
| 角色名稱 | 演員     | 備註         |
| -------- | -------- | ------------ |
| 林大衛   | 喬莊     |              |
| 陳漢民   | 楊帆     |              |
| 朱丹楓   | 胡燕妮   |              |
| 林曼娜   |          |              |
| 林父     | 田豐     |              |
| 沈夫人   | 歐陽莎菲 |              |
| 方醫生   | 谷峰     |              |
|          | 潘迎紫   | 模特兒       |
|          | 趙心妍   | 模特兒       |
|          | 葉寶琴   | 模特兒       |
|          | 李红珠   | 酒吧女郎     |
|          | 陳鴻烈   | 林曼娜的情人 |
|          | 川原     | 林曼娜的情人 |
|          | 李皓     | 林曼娜的情人 |
|          | 午馬     | 混混         |